# Лахденпохја
Лахденпохја (рус. Лахденпо́хья, фин. Lahdenpohja) град је у Русији, административни центр Лахденпохског региона у Карелији.
Лахденпохја се налази на северозападној обали језера Ладога, на ушћу реке Аура-Јоки (рус. Аура-Йоки). Преко пута града, на језеру налази се неколико мањих и једно веће острво на коме се налази насеље Сорола.
У граду према попису из 2005. године живи око 8,5 хиљада људи.
Град се налази на 61° 31′ N 30° 10′ E / 61.517° С; 30.167° И.

## Историја
Град је основан 1600. године, а статус града добио је 1945. године. Од оснивања до 1924. године град је носио име Сијеклахти (рус. Сиеклахти). Од 1918. до 1940. године Лахденопохја се налазила у саставу Финске. До 1924. године улазио је у састав села Јакина (рус. Яккима), када је одвојен у самостално село Лахденпохја. Име је добио састављањем речи лахден (фински: lahti - „залив") и похья (карелски pohja - „најдаљи део, крај залива"), које су означавале „крај (најдаљи део) залива“.
Од 1940. године град се налазио у саставу Карело-Финског ССР-а, а од 1956. до 1991. године у Карелској АССР.

## Становништво
Према прелиминарним подацима са пописа, у граду је 2010. живело становника, (%) више него 2002.
| 1939. | 1959. | 1970. | 1979. | 1989.  | 2002. | 2010. |
| ----- | ----- | ----- | ----- | ------ | ----- | ----- |
| 1.959 | 7.787 | 7.944 | 9.541 | 10.429 | 8.751 | 7.813 |

## Градови побратими
- Сортавала (рус. Сортавала) 32 километара - североисточно[3]
- Приозерск (рус. Приозерск) - 53 километара - јужно
- Питкјаранта (рус. Питкяранта) - 68 километара - источно
- Светогорск (рус. Светогорск) - 84 километара - југо-запдано
- Каменогорск (рус. Каменногорск) - 85 километара - југо-запдано
- Вборг (рус. Выборг) - 118 километара - југо-запдано
- Суојарви (рус. Суоярви) - 130 километара - североисточно